# Manchester City F.C. mùa bóng 2018–19
Mùa giải 2018–19 là mùa bóng thứ 117 của Manchester City, mùa bóng thứ 90 tại giải đấu cao nhất của bóng đá Anh và mùa bóng thứ 22 ở Giải bóng đá Ngoại hạng Anh kể từ khi giải đấu được thành lập. Ngoài Giải bóng đá Ngoại hạng Anh, câu lạc bộ cũng sẽ thi đấu tại Cúp FA, Cúp Liên đoàn bóng đá Anh, Siêu cúp Anh và UEFA Champions League; ở Champions League, đó là mùa thứ tám liên tiếp họ tham dự giải đấu.
Mùa giải diễn ra từ ngày 1 tháng 7 năm 2018 đến ngày 30 tháng 6 năm 2019.

## Giao hữu trước mùa giải
Thắng
      Hòa
      Thua
Manchester City bắt đầu mùa giải 2018-19 tại giải đấu International Champions Cup 2018 ở Hoa Kỳ. City đấu với Borussia Dortmund tại Soldier Field ở Chicago, Liverpool tại Sân vận động MetLife ở East Rutherford, New Jersey và Bayern Munich tại Sân vận động Hard Rock ở Miami Gardens, Florida.

### International Champions Cup
| 20 tháng 7 năm 2018 ICC 2018 | Manchester City | 0–1      | Borussia Dortmund                           | Chicago, Hoa Kỳ                                                                           |  |
| 20:00 CDT                    |                 | Chi tiết | Götze 28' (ph.đ.) · Burnic 31' · Dahoud 52' | Sân vận động: Soldier Field Lượng khán giả: 34,629 Trọng tài: Armando Villarreal (Hoa Kỳ) |  |

| 25 tháng 7 năm 2018 ICC 2018 | Manchester City      | 1–2      | Liverpool                                     | East Rutherford, Hoa Kỳ                                                                    |  |
| 20:00 EDT                    | Sané 57' · Gomes 85' | Chi tiết | Van Dijk 30' · Salah 63' · Mané 90+4' (ph.đ.) | Sân vận động: Sân vận động MetLife Lượng khán giả: 52,635 Trọng tài: Sorin Stoica (Hoa Kỳ) |  |

| 28 tháng 7 năm 2018 ICC 2018 | Bayern Munich            | 2–3      | Manchester City                       | Miami Gardens, Hoa Kỳ                                                                     |  |
| 19:00 EDT                    | Shabani 15' · Robben 24' | Chi tiết | B. Silva 40', 45+1', 70' · Nmecha 51' | Sân vận động: Sân vận động Hard Rock Lượng khán giả: 29,195 Trọng tài: Ted Unkel (Hoa Kỳ) |  |

## Giải đấu
Thắng
      Hòa
      Thua

### Siêu cúp Anh
Là nhà vô địch Giải bóng đá Ngoại hạng Anh 2017-18, Manchester City gặp nhà vô địch Cúp FA 2017-18, Chelsea, trong trận đấu khai màn mùa giải Siêu cúp Anh.
| 5 tháng 8 năm 2018 Chung kết | Chelsea | 0–2      | Manchester City | Luân Đôn                                                                                       |  |
| 15:00 BST                    |         | Chi tiết | Agüero 13', 58' | Sân vận động: Sân vận động Wembley Lượng khán giả: 72,724 Trọng tài: Jon Moss (West Yorkshire) |  |

### Giải bóng đá Ngoại hạng Anh
Manchester City tham dự giải đấu với tư cách là đương kim vô địch.

#### Bảng xếp hạng
| VT | Đội               | ST | T  | H | B  | BT | BB | HS  | Đ  | Giành quyền tham dự hoặc xuống hạng |
| -- | ----------------- | -- | -- | - | -- | -- | -- | --- | -- | ----------------------------------- |
| 1  | Manchester City   | 38 | 32 | 2 | 4  | 95 | 23 | +72 | 98 | Lọt vào vòng bảng Champions League  |
| 2  | Liverpool         | 38 | 30 | 7 | 1  | 89 | 22 | +67 | 97 | Lọt vào vòng bảng Champions League  |
| 3  | Chelsea           | 38 | 21 | 9 | 8  | 63 | 39 | +24 | 72 | Lọt vào vòng bảng Champions League  |
| 4  | Tottenham Hotspur | 38 | 23 | 2 | 13 | 67 | 39 | +28 | 71 | Lọt vào vòng bảng Champions League  |
| 5  | Arsenal           | 38 | 21 | 7 | 10 | 73 | 51 | +22 | 70 | Lọt vào vòng bảng Europa League     |

#### Tóm tắt kết quả
| Tổng thể | Tổng thể | Tổng thể | Tổng thể | Tổng thể | Tổng thể | Tổng thể | Tổng thể | Sân nhà | Sân nhà | Sân nhà | Sân nhà | Sân nhà | Sân nhà | Sân khách | Sân khách | Sân khách | Sân khách | Sân khách | Sân khách |
| ST       | T        | H        | B        | BT       | BB       | HS       | Đ        | T       | H       | B       | BT      | BB      | HS      | T         | H         | B         | BT        | BB        | HS        |
| -------- | -------- | -------- | -------- | -------- | -------- | -------- | -------- | ------- | ------- | ------- | ------- | ------- | ------- | --------- | --------- | --------- | --------- | --------- | --------- |
| 12       | 10       | 2        | 0        | 36       | 5        | +31      | 32       | 7       | 0       | 0       | 27      | 4       | +23     | 3         | 2         | 0         | 9         | 1         | +8        |

Cập nhật lần cuối: ngày 11 tháng 11 năm 2018.

Nguồn: Premier League

#### Kết quả theo ngày thi đấu
| Matchday | 1 | 2 | 3 | 4 | 5 | 6 | 7 | 8 | 9 | 10 | 11 | 12 | 13 | 14 | 15 | 16 | 17 | 18 | 19 | 20 | 21 | 22 | 23 | 24 | 25 | 26 | 27 | 28 | 29 | 30 | 31 | 32 | 33 | 34 | 35 | 36 | 37 | 38 |
| -------- | - | - | - | - | - | - | - | - | - | -- | -- | -- | -- | -- | -- | -- | -- | -- | -- | -- | -- | -- | -- | -- | -- | -- | -- | -- | -- | -- | -- | -- | -- | -- | -- | -- | -- | -- |
| Sân      | A | H | A | H | H | A | H | A | H | A  | H  | H  | A  | H  | A  | A  | H  | H  | A  | A  | H  | H  | A  | A  | H  | H  | A  | H  | A  | H  | A  | A  | H  | A  | H  | A  | H  | A  |
| Kết quả  | W | W | D | W | W | W | W | D | W | W  | W  | W  |    |    |    |    |    |    |    |    |    |    |    |    |    |    |    |    |    |    |    |    |    |    |    |    |    |    |
| Vị trí   | 5 | 1 | 5 | 4 | 3 | 2 | 1 | 1 | 1 | 1  | 1  | 1  |    |    |    |    |    |    |    |    |    |    |    |    |    |    |    |    |    |    |    |    |    |    |    |    |    |    |

#### Trận đấu
Kết quả Giải bóng đá Ngoại hạng Anh mùa giải 2018-19 được công bố vào ngày 14 tháng 6 năm 2018.
| 12 tháng 8 năm 2018 1 | Arsenal                          | 0–2      | Manchester City                                 | Holloway                                                                             |  |
| 16:00 BST             | Papastathopoulos 27' · Xhaka 52' | Chi tiết | Sterling 4', 14' · B. Silva 64' · De Bruyne 73' | Sân vận động: Sân vận động Emirates Lượng khán giả: 59,934 Trọng tài: Michael Oliver |  |

| 19 tháng 8 năm 2018 2 | Manchester City                                                      | 6–1      | Huddersfield Town                           | Manchester                                                                                       |  |
| 13:30 BST             | Agüero 25', 35', 75' · Jesus 31' · D. Silva 48' · Kongolo 84' (l.n.) | Chi tiết | Stanković 43' · Billing 51' · Schindler 69' | Sân vận động: Sân vận động Thành phố Manchester Lượng khán giả: 54,021 Trọng tài: Andre Marriner |  |

| 25 tháng 8 năm 2018 3 | Wolverhampton Wanderers | 1–1      | Manchester City                          | Wolverhampton                                                                         |  |
| 12:30 BST             | Coady 41' · Boly 57'    | Chi tiết | Kompany 12' · D. Silva 60' · Laporte 69' | Sân vận động: Sân vận động Molineux Lượng khán giả: 31,322 Trọng tài: Martin Atkinson |  |

| 1 tháng 9 năm 2018 4 | Manchester City          | 2–1      | Newcastle United | Manchester                                                                                     |  |
| 17:30 BST            | Sterling 8' · Walker 52' | Chi tiết | Yedlin 30'       | Sân vận động: Sân vận động Thành phố Manchester Lượng khán giả: 53,946 Trọng tài: Kevin Friend |  |

| 15 tháng 9 năm 2018 5 | Manchester City                       | 3–0      | Fulham | Manchester                                                                                       |  |
| 15:00 BST             | Sané 2' · D. Silva 21' · Sterling 47' | Chi tiết |        | Sân vận động: Sân vận động Thành phố Manchester Lượng khán giả: 53,307 Trọng tài: Stuart Attwell |  |

| 22 tháng 9 năm 2018 6 | Cardiff City | 0–5      | Manchester City                                                              | Cardiff                                                                                  |  |
| 15:00 BST             | Ralls 45+1'  | Chi tiết | Agüero 32' · B. Silva 35' · Gündoğan 44' · Fernandinho 60' · Mahrez 67', 89' | Sân vận động: Sân vận động Cardiff City Lượng khán giả: 32,321 Trọng tài: Michael Oliver |  |

| 29 tháng 9 năm 2018 7 | Manchester City           | 2–0      | Brighton & Hove Albion                 | Manchester                                                                                  |  |
| 15:00 BST             | Sterling 29' · Agüero 65' | Chi tiết | Knockaert 9' · Duffy 42' · Montoya 87' | Sân vận động: Sân vận động Thành phố Manchester Lượng khán giả: 54,152 Trọng tài: Lee Mason |  |

| 7 tháng 10 năm 2018 8 | Liverpool     | 0–0      | Manchester City                                    | Liverpool                                                               |  |
| 16:30 BST             | Wijnaldum 90' | Chi tiết | B. Silva 21' · Agüero 56' · Mendy 64' · Mahrez 86' | Sân vận động: Anfield Lượng khán giả: 52,117 Trọng tài: Martin Atkinson |  |

| 20 tháng 10 năm 2018 9 | Manchester City                                                                       | 5–0      | Burnley                 | Manchester                                                                                      |  |
| 15:00 BST              | Kompany 1' · Agüero 17' · B. Silva 54' · Fernandinho 56' · Sané 81', 90' · Mahrez 83' | Chi tiết | Cork 11' · Hendrick 32' | Sân vận động: Sân vận động Thành phố Manchester Lượng khán giả: 54,094 Trọng tài: Jonathan Moss |  |

| 29 tháng 10 năm 2018 10 | Tottenham Hotspur        | 0–1      | Manchester City                           | Wembley                                                                           |  |
| 20:00 GMT               | Lucas 45' · Davies 90+4' | Chi tiết | Mahrez 6' · Laporte 53' · Fernandinho 61' | Sân vận động: Sân vận động Wembley Lượng khán giả: 56,854 Trọng tài: Kevin Friend |  |

| 4 tháng 11, 2018 11 | Manchester City                                                                     | 6–1      | Southampton                        | Manchester                                                                                  |  |
| 15:00 GMT           | Hoedt 6' (l.n.) · Agüero 12', 38' · D. Silva 18' · Sterling 45+2', 67' · Sané 90+1' | Chi tiết | Ward-Prowse 10' · Ings 30' (ph.đ.) | Sân vận động: Sân vận động Thành phố Manchester Lượng khán giả: 53,916 Trọng tài: Lee Mason |  |

| 11 tháng 11, 2018 12 | Manchester City                                         | 3–1      | Manchester United              | Manchester                                                                                       |  |
| 16:30 GMT            | D. Silva 12' · B. Silva 33' · Agüero 48' · Gündoğan 86' | Chi tiết | Shaw 42' · Martial 58' (ph.đ.) | Sân vận động: Sân vận động Thành phố Manchester Lượng khán giả: 54,316 Trọng tài: Anthony Taylor |  |

| 24 tháng 11, 2018 13 | West Ham United | v | Manchester City | Stratford                           |  |
| 15:00 GMT            |                 |   |                 | Sân vận động: Sân vận động Luân Đôn |  |

### Cúp EFL
Manchester City tham dự giải đấu ở vòng ba với tư cách là đương kim vô địch và đấu trên sân khách trước Oxford United. Sân nhà trước Fulham ở vòng bốn.
| 25 tháng 9, 2018 Vòng 3 | Oxford United            | 0–3      | Manchester City                                   | Oxford                                                                         |  |
| 19:45 BST               | Garbutt 37' · Dickie 82' | Chi tiết | Jesus 36' · Danilo 64' · Mahrez 78' · Foden 90+2' | Sân vận động: Sân vận động Kassam Lượng khán giả: 11,956 Trọng tài: Roger East |  |

| 1 tháng 11, 2018 Vòng 4 | Manchester City             | 2–0      | Fulham | Manchester                                                                                        |  |
| 19:45 GMT               | Díaz 18', 65' · Kompany 80' | Chi tiết |        | Sân vận động: Sân vận động Thành phố Manchester Lượng khán giả: 35,271 Trọng tài: Martin Atkinson |  |

| 18/19 tháng 12, 2018 Tứ kết | Leicester City hoặc Southampton | v | Manchester City |  |
| --:-- GMT                   |                                 |   |                 |  |

### UEFA Champions League
Vào ngày 30 tháng 8, Manchester City nằm ở Bảng F của UEFA Champions League với Shakhtar Donetsk, Lyon và 1899 Hoffenheim.

#### Vòng bảng
| VT | Đội              | ST | T | H | B | BT | BB | HS  | Đ  | Giành quyền tham dự                 |
| -- | ---------------- | -- | - | - | - | -- | -- | --- | -- | ----------------------------------- |
| 1  | Manchester City  | 6  | 4 | 1 | 1 | 16 | 6  | +10 | 13 | Đi tiếp vào vòng đấu loại trực tiếp |
| 2  | Lyon             | 6  | 1 | 5 | 0 | 12 | 11 | +1  | 8  | Đi tiếp vào vòng đấu loại trực tiếp |
| 3  | Shakhtar Donetsk | 6  | 1 | 3 | 2 | 8  | 16 | −8  | 6  | Chuyển qua Europa League            |
| 4  | 1899 Hoffenheim  | 6  | 0 | 3 | 3 | 11 | 14 | −3  | 3  |                                     |

| 19 tháng 9, 2018 1 | Manchester City             | 1–2      | Lyon                                       | Manchester                                                                                           |  |
| 20:00 BST          | B. Silva 67' · Agüero 90+1' | Chi tiết | Cornet 26' · Fekir 43', 77' · Traoré 90+3' | Sân vận động: Sân vận động Thành phố Manchester Lượng khán giả: 40,111 Trọng tài: Daniele Orsato (Ý) |  |

| 2 tháng 10, 2018 2 | 1899 Hoffenheim            | 1–2      | Manchester City                                                               | Sinsheim                                                                                    |  |
| 17:55 BST          | Belfodil 1' · Demirbay 57' | Chi tiết | Agüero 8', 90+4' · Otamendi 12' · Fernandinho 36' · Walker 66' · D. Silva 87' | Sân vận động: Rhein-Neckar-Arena Lượng khán giả: 24,851 Trọng tài: Damir Skomina (Slovakia) |  |

| 23 tháng 10, 2018 3 | Shakhtar Donetsk | 0–3      | Manchester City                                            | Kharkiv |  |
| 20:00 BST           | Kryvtsov 87'     | Chi tiết | D. Silva 30' · Laporte 35' · B. Silva 71' · Otamendi 90+4' | Sân vận động: Khu liên hợp thể thao Oblast Metalist Lượng khán giả: 37,106 Trọng tài: Carlos del Cerro Grande (Tây Ban Nha) |  |

| 7 tháng 11, 2018 4 | Manchester City                                                                  | 6–0      | Shakhtar Donetsk | Manchester                                                                                                |  |
| 20:00 GMT          | D. Silva 13' · Jesus 24' (ph.đ.), 72' (ph.đ.), 90+2' · Sterling 49' · Mahrez 84' | Chi tiết |                  | Sân vận động: Sân vận động Thành phố Manchester Lượng khán giả: 52,286 Trọng tài: Viktor Kassai (Hungary) |  |

| 27 tháng 11, 2018 5 | Lyon | v | Manchester City | Lyon                                  |  |
| 20:00 GMT           |      |   |                 | Sân vận động: Parc Olympique Lyonnais |  |

| 12 tháng 11, 2018 6 | Manchester City | v | 1899 Hoffenheim | Manchester                                      |  |
| 20:00 GMT           |                 |   |                 | Sân vận động: Sân vận động Thành phố Manchester |  |

## Đội hình

### Đội hình chính
| S  | Vị trí   | Quốc tịch | Tên                 | Tuổi | Kể từ | Số trận | Bàn thắng | Kết thúc | Giá chuyển nhượng | Ghi chú                        |
| -- | -------- | --------- | ------------------- | ---- | ----- | ------- | --------- | -------- | ----------------- | ------------------------------ |
| 1  | [[\|GK]] | CHL       | Claudio Bravo       | 42   | 2016  | 44      | 0         | 2020     | £15.4m            | Quốc tịch thứ hai: Tây Ban Nha |
| 2  | [[\|DF]] | ENG       | Kyle Walker         | 35   | 2017  | 63      | 1         | 2022     | £45m              |                                |
| 3  | [[\|DF]] | BRA       | Danilo              | 26   | 2017  | 41      | 3         | 2022     | £26.5m            |                                |
| 4  | [[\|DF]] | BEL       | Vincent Kompany     | 39   | 2008  | 344     | 19        | 2019     | £6m               | Đội trưởng                     |
| 5  | [[\|DF]] | ENG       | John Stones         | 31   | 2016  | 86      | 5         | 2022     | £47.5m            |                                |
| 7  | [[\|MF]] | ENG       | Raheem Sterling     | 30   | 2015  | 155     | 51        | 2023     | £44m              |                                |
| 8  | [[\|MF]] | GER       | İlkay Gündoğan      | 34   | 2016  | 76      | 13        | 2020     | £20m              |                                |
| 10 | [[\|FW]] | ARG       | Sergio Agüero       | 37   | 2011  | 307     | 210       | 2021     | £31.5m            | Người ghi nhiều bàn thắng nhất |
| 14 | [[\|DF]] | FRA       | Aymeric Laporte     | 31   | 2018  | 30      | 2         | 2023     | £57m              |                                |
| 15 | [[\|DF]] | FRA       | Eliaquim Mangala    | 34   | 2014  | 79      | 0         | 2019     | £42m              |                                |
| 17 | [[\|MF]] | BEL       | Kevin De Bruyne     | 34   | 2015  | 147     | 35        | 2023     | £54.5m            |                                |
| 18 | [[\|MF]] | ENG       | Fabian Delph        | 35   | 2015  | 75      | 5         | 2020     | £8m               |                                |
| 19 | [[\|MF]] | GER       | Leroy Sané          | 29   | 2016  | 100     | 26        | 2021     | £37m              |                                |
| 20 | [[\|MF]] | POR       | Bernardo Silva      | 30   | 2017  | 70      | 14        | 2022     | £43.5m            |                                |
| 21 | [[\|MF]] | ESP       | David Silva         | 39   | 2010  | 361     | 68        | 2020     | £24m              |                                |
| 22 | [[\|DF]] | FRA       | Benjamin Mendy      | 30   | 2017  | 19      | 0         | 2022     | £52m              |                                |
| 25 | [[\|MF]] | BRA       | Fernandinho         | 40   | 2013  | 247     | 23        | 2020     | £30m              |                                |
| 26 | [[\|MF]] | ALG       | Riyad Mahrez        | 34   | 2018  | 18      | 6         | 2023     | £60m              | Kỷ lục chuyển nhượng           |
| 30 | [[\|DF]] | ARG       | Nicolás Otamendi    | 37   | 2015  | 143     | 7         | 2022     | £28m              |                                |
| 31 | [[\|GK]] | BRA       | Ederson             | 31   | 2017  | 61      | 0         | 2025     | £34.9m            | Second nationality: Portugal   |
| 32 | [[\|GK]] | ENG       | Daniel Grimshaw     | 28   | 2007  | 0       | 0         | 2021     | Hệ thống trẻ      | Học viện                       |
| 33 | [[\|FW]] | BRA       | Gabriel Jesus       | 28   | 2017  | 68      | 29        | 2023     | £27m              |                                |
| 34 | [[\|DF]] | NED       | Philippe Sandler    | 28   | 2018  | 0       | 0         | 2022     | £2.6m             |                                |
| 35 | [[\|MF]] | UKR       | Oleksandr Zinchenko | 28   | 2016  | 18      | 0         | 2021     | £1.7m             |                                |
| 47 | [[\|MF]] | ENG       | Phil Foden          | 25   | 2008  | 20      | 1         | 2020     | Hệ thống trẻ      | Học viện                       |
| 49 | [[\|GK]] | KVX       | Arijanet Muric      | 26   | 2015  | 2       | 0         | 2020     | Hệ thống trẻ      | Học viện                       |
| 55 | [[\|MF]] | ESP       | Brahim Díaz         | 25   | 2015  | 14      | 2         | 2019     | £200k             | Học viện                       |
| 74 | [[\|FW]] | ENG       | Luke Bolton         | 25   | 2008  | 0       | 0         | 2020     | Hệ thống trẻ      | Học viện                       |

Cập nhật lần cuối: ngày 11 tháng 11 năm 2018
Nguồn: Manchester City

Sắp xếp theo số áo.
Xuất hiện bao gồm giải quốc nội và cúp, bao gồm cả dự bị.

## Thống kê

### Thống kê đội hình
Tính đến 11 tháng 11 năm 2018
Appearances (Apps.) numbers are for appearances in competitive games only including sub appearances

Red card numbers denote: Numbers in parentheses represent red cards overturned for wrongful dismissal.
| Số            | Quốc tịch     | Cầu thủ             | Vị trí        | Giải bóng đá Ngoại hạng Anh | Giải bóng đá Ngoại hạng Anh | Giải bóng đá Ngoại hạng Anh | Giải bóng đá Ngoại hạng Anh | Cúp FA | Cúp FA | Cúp FA   | Cúp FA | Cúp Liên đoàn | Cúp Liên đoàn | Cúp Liên đoàn | Cúp Liên đoàn | Siêu cúp | Siêu cúp | Siêu cúp | Siêu cúp | Champions League | Champions League | Champions League | Champions League | Tổng số | Tổng số | Tổng số  | Tổng số |
| Số            | Quốc tịch     | Cầu thủ             | Vị trí        | Trận                        |                             | Thẻ vàng                    | Thẻ đỏ                      | Trận   |        | Thẻ vàng | Thẻ đỏ | Trận          |               | Thẻ vàng      | Thẻ đỏ        | Trận     |          | Thẻ vàng | Thẻ đỏ   | Trận             |                  | Thẻ vàng         | Thẻ đỏ           | Trận    |         | Thẻ vàng | Thẻ đỏ  |
| ------------- | ------------- | ------------------- | ------------- | --------------------------- | --------------------------- | --------------------------- | --------------------------- | ------ | ------ | -------- | ------ | ------------- | ------------- | ------------- | ------------- | -------- | -------- | -------- | -------- | ---------------- | ---------------- | ---------------- | ---------------- | ------- | ------- | -------- | ------- |
| 1             | Chile         | Claudio Bravo       | GK            |                             |                             |                             |                             |        |        |          |        |               |               |               |               | 1        |          |          |          |                  |                  |                  |                  | 1       |         |          |         |
| 2             | Anh           | Kyle Walker         | DF            | 10                          | 1                           |                             |                             |        |        |          |        |               |               |               |               | 1        |          |          |          | 4                |                  | 1                |                  | 15      | 1       | 1        |         |
| 3             | Brasil        | Danilo              | DF            |                             |                             |                             |                             |        |        |          |        | 2             |               | 1             |               |          |          |          |          | 1                |                  |                  |                  | 3       |         | 1        |         |
| 4             | Bỉ            | Vincent Kompany     | DF            | 6                           |                             | 2                           |                             |        |        |          |        | 2             |               | 1             |               | 1        |          |          |          | 1                |                  |                  |                  | 10      |         | 3        |         |
| 5             | Anh           | John Stones         | DF            | 9                           |                             |                             |                             |        |        |          |        | 2             |               |               |               | 1        |          |          |          | 4                |                  |                  |                  | 16      |         |          |         |
| 7             | Anh           | Raheem Sterling     | MF            | 10                          | 6                           | 1                           |                             |        |        |          |        | 1             |               |               |               |          |          |          |          | 4                | 1                |                  |                  | 15      | 7       | 1        |         |
| 8             | Đức           | İlkay Gündoğan      | MF            | 7                           | 2                           |                             |                             |        |        |          |        | 1             |               |               |               | 1        |          |          |          | 3                |                  |                  |                  | 12      | 2       |          |         |
| 10            | Argentina     | Sergio Agüero       | FW            | 12                          | 8                           | 2                           |                             |        |        |          |        |               |               |               |               | 1        | 2        |          |          | 2                | 1                | 2                |                  | 15      | 11      | 4        |         |
| 14            | Pháp          | Aymeric Laporte     | DF            | 12                          | 1                           | 1                           |                             |        |        |          |        |               |               |               |               | 1        |          |          |          | 4                | 1                |                  |                  | 17      | 2       | 1        |         |
| 15            | Pháp          | Eliaquim Mangala    | DF            |                             |                             |                             |                             |        |        |          |        |               |               |               |               |          |          |          |          |                  |                  |                  |                  |         |         |          |         |
| 17            | Bỉ            | Kevin De Bruyne     | MF            | 3                           |                             | 1                           |                             |        |        |          |        | 1             |               |               |               |          |          |          |          | 1                |                  |                  |                  | 5       |         | 1        |         |
| 18            | Anh           | Fabian Delph        | MF            | 3                           |                             |                             |                             |        |        |          |        | 1             |               |               |               |          |          |          |          | 2                |                  |                  |                  | 6       |         |          |         |
| 19            | Đức           | Leroy Sané          | MF            | 10                          | 3                           | 1                           |                             |        |        |          |        | 1             |               |               |               | 1        |          |          |          | 2                |                  |                  |                  | 14      | 3       | 1        |         |
| 20            | Bồ Đào Nha    | Bernardo Silva      | MF            | 12                          | 3                           | 2                           |                             |        |        |          |        |               |               |               |               | 1        |          |          |          | 4                | 2                |                  |                  | 17      | 5       | 2        |         |
| 21            | Tây Ban Nha   | David Silva         | MF            | 10                          | 4                           | 1                           |                             |        |        |          |        | 1             |               |               |               |          |          |          |          | 4                | 3                |                  |                  | 15      | 7       | 1        |         |
| 22            | Pháp          | Benjamin Mendy      | DF            | 9                           |                             | 1                           |                             |        |        |          |        |               |               |               |               | 1        |          |          |          | 1                |                  |                  |                  | 11      |         | 1        |         |
| 25            | Brasil        | Fernandinho         | MF            | 12                          | 1                           | 2                           |                             |        |        |          |        |               |               |               |               | 1        |          |          |          | 4                |                  | 1                |                  | 17      | 1       | 3        |         |
| 26            | Algérie       | Riyad Mahrez        | MF            | 11                          | 4                           |                             |                             |        |        |          |        | 2             | 1             |               |               | 1        |          |          |          | 4                | 1                |                  |                  | 18      | 6       |          |         |
| 30            | Argentina     | Nicolás Otamendi    | DF            | 3                           |                             |                             |                             |        |        |          |        | 1             |               |               |               | 1        |          |          |          | 2                |                  | 2                |                  | 7       |         | 2        |         |
| 31            | Brasil        | Ederson             | GK            | 12                          |                             |                             |                             |        |        |          |        |               |               |               |               |          |          |          |          | 4                |                  |                  |                  | 16      |         |          |         |
| 32            | Anh           | Daniel Grimshaw     | GK            |                             |                             |                             |                             |        |        |          |        |               |               |               |               |          |          |          |          |                  |                  |                  |                  |         |         |          |         |
| 33            | Brasil        | Gabriel Jesus       | FW            | 9                           | 1                           |                             |                             |        |        |          |        | 2             | 1             |               |               | 1        |          |          |          | 3                | 3                |                  |                  | 15      | 5       |          |         |
| 34            | Hà Lan        | Philippe Sandler    | DF            |                             |                             |                             |                             |        |        |          |        |               |               |               |               |          |          |          |          |                  |                  |                  |                  |         |         |          |         |
| 35            | Ukraina       | Oleksandr Zinchenko | MF            | 1                           |                             |                             |                             |        |        |          |        | 2             |               |               |               |          |          |          |          | 1                |                  |                  |                  | 4       |         |          |         |
| 47            | Anh           | Phil Foden          | MF            | 6                           |                             |                             |                             |        |        |          |        | 2             | 1             |               |               | 1        |          |          |          | 1                |                  |                  |                  | 10      | 1       |          |         |
| 49            | Kosovo        | Arijanet Muric      | GK            |                             |                             |                             |                             |        |        |          |        | 2             |               |               |               |          |          |          |          |                  |                  |                  |                  | 2       |         |          |         |
| 55            | Tây Ban Nha   | Brahim Diaz         | MF            |                             |                             |                             |                             |        |        |          |        | 2             | 2             |               |               | 1        |          |          |          |                  |                  |                  |                  | 3       | 2       |          |         |
| 74            | Anh           | Luke Bolton         | FW            |                             |                             |                             |                             |        |        |          |        |               |               |               |               |          |          |          |          |                  |                  |                  |                  |         |         |          |         |
| 81            | Pháp          | Claudio Gomes       | MF            |                             |                             |                             |                             |        |        |          |        | 1             |               |               |               | 1        |          |          |          |                  |                  |                  |                  | 2       |         |          |         |
| 82            | Tây Ban Nha   | Adrián Bernabé      | MF            |                             |                             |                             |                             |        |        |          |        | 1             |               |               |               |          |          |          |          |                  |                  |                  |                  | 1       |         |          |         |
| Phản lưới nhà | Phản lưới nhà | Phản lưới nhà       | Phản lưới nhà | Phản lưới nhà               | 2                           |                             |                             |        |        |          |        |               |               |               |               |          |          |          |          |                  |                  |                  |                  |         | 2       |          |         |
| Tổng số       | Tổng số       | Tổng số             | Tổng số       | Tổng số                     | 36                          | 14                          | 0                           |        | 0      | 0        | 0      |               | 5             | 2             | 0             |          | 2        | 0        | 0        |                  | 12               | 6                | 0                |         | 55      | 22       | 0       |

### Cầu thủ ghi nhiều bàn thắng
Tính đến 11 tháng 11 năm 2018
Includes all competitive matches. The list is sorted alphabetically by surname when total goals are equal.
| Số            | Vị trí        | Cầu thủ         | Giải bóng đá Ngoại hạng Anh | Cúp FA | Cúp Liên đoàn | Siêu cúp | Champions League | Tổng số |
| ------------- | ------------- | --------------- | --------------------------- | ------ | ------------- | -------- | ---------------- | ------- |
| 10            | FW            | Sergio Agüero   | 8                           | 0      | 0             | 2        | 1                | 11      |
| 21            | MF            | David Silva     | 4                           | 0      | 0             | 0        | 3                | 7       |
| 7             | MF            | Raheem Sterling | 6                           | 0      | 0             | 0        | 1                | 7       |
| 26            | MF            | Riyad Mahrez    | 4                           | 0      | 1             | 0        | 1                | 6       |
| 33            | FW            | Gabriel Jesus   | 1                           | 0      | 1             | 0        | 3                | 5       |
| 20            | MF            | Bernardo Silva  | 3                           | 0      | 0             | 0        | 2                | 5       |
| 19            | MF            | Leroy Sané      | 3                           | 0      | 0             | 0        | 0                | 3       |
| 55            | MF            | Brahim Diaz     | 0                           | 0      | 2             | 0        | 0                | 2       |
| 8             | MF            | İlkay Gündoğan  | 2                           | 0      | 0             | 0        | 0                | 2       |
| 14            | DF            | Aymeric Laporte | 1                           | 0      | 0             | 0        | 1                | 2       |
| 25            | MF            | Fernandinho     | 1                           | 0      | 0             | 0        | 0                | 1       |
| 47            | MF            | Phil Foden      | 0                           | 0      | 1             | 0        | 0                | 1       |
| 2             | DF            | Kyle Walker     | 1                           | 0      | 0             | 0        | 0                | 1       |
| Phản lưới nhà | Phản lưới nhà | Phản lưới nhà   | 2                           | 0      | 0             | 0        | 0                | 2       |
| Tổng số       | Tổng số       | Tổng số         | 36                          | 0      | 5             | 2        | 12               | 55      |

### Hat-tricks
| Cầu thủ       | Đối thủ           | Kết quả | Ngày                | Giải đấu                    | Ref    |
| ------------- | ----------------- | ------- | ------------------- | --------------------------- | ------ |
| Sergio Agüero | Huddersfield Town | 6–1 (H) | 19 tháng 8 năm 2018 | Giải bóng đá Ngoại hạng Anh | [ 12 ] |
| Gabriel Jesus | Shakhtar Donetsk  | 6–0 (H) | 7 tháng 11 năm 2018 | UEFA Champions League       | [ 13 ] |

(H) – Sân nhà; (A) – Sân khách

### Giữ sạch lưới
Tính đến 11 tháng 11 năm 2018
The list is sorted by shirt number when total clean sheets are equal. Numbers in parentheses represent games where both goalkeepers participated and both kept a clean sheet; the number in parentheses is awarded to the goalkeeper who was substituted on, whilst a full clean sheet is awarded to the goalkeeper who was on the field at the start of play.
| Số      | Cầu thủ        | Giải bóng đá Ngoại hạng Anh | Cúp FA | Cúp Liên đoàn | Siêu cúp | Champions League | Tổng số |
| ------- | -------------- | --------------------------- | ------ | ------------- | -------- | ---------------- | ------- |
| 31      | Ederson        | 7                           | 0      | 0             | 0        | 2                | 9       |
| 49      | Arijanet Muric | 0                           | 0      | 2             | 0        | 0                | 2       |
| 1       | Claudio Bravo  | 0                           | 0      | 0             | 1        | 0                | 1       |
| Tổng số | Tổng số        | 7                           | 0      | 2             | 1        | 2                | 12      |

## Giải thưởng

### Cầu thủ của thángEtihad
| Tháng    | Cầu thủ       |
| -------- | ------------- |
| Tháng 8  | Sergio Agüero |
| Tháng 9  | Sergio Agüero |
| Tháng 10 | Riyad Mahrez  |

## Chuyển nhượng và cho mượn

### Gia nhập
| Ngày gia nhập       | Vị trí  | Số      | Tên              | Câu lạc bộ trước            | Chi phí       | Đội hình | Ref.   |
| ------------------- | ------- | ------- | ---------------- | --------------------------- | ------------- | -------- | ------ |
| 1 tháng 7 năm 2018  | MF      | 82      | Adrián Bernabé   | Barcelona B                 | Miễn phí      | Học viện | [ 17 ] |
| 2 tháng 7 năm 2018  | FW      | —       | Ben Knight       | Ipswich Town                | £700,000      | Học viện | [ 18 ] |
| 10 tháng 7 năm 2018 | MF      | 26      | Riyad Mahrez     | Leicester City              | £60,000,000   | Chính    | [ 19 ] |
| 25 tháng 7 năm 2018 | MF      | 81      | Claudio Gomes    | Paris Saint-Germain Academy | Miễn phí      | Học viện | [ 20 ] |
| 31 tháng 7 năm 2018 | DF      | 34      | Philippe Sandler | PEC Zwolle                  | £2,600,000    | Chính    | [ 21 ] |
| 9 tháng 8 năm 2018  | MF      | —       | Daniel Arzani    | Melbourne City              | Không tiết lộ | Học viện | [ 22 ] |
| 31 tháng 8 năm 2018 | FW      | —       | Jayden Braaf     | Jong PSV                    | Miễn phí      | Học viện | [ 23 ] |
| 6 tháng 9 năm 2018  | GK      | —       | Gavin Bazunu     | Shamrock Rovers             | £420,000      | Học viện | [ 24 ] |
| Tổng số             | Tổng số | Tổng số | Tổng số          | Tổng số                     | £63,720,000   |          |        |

### Rời
| Ngày rời            | Vị trí  | Số      | Tên                      | Câu lạc bộ đến          | Chi phí       | Đội hình | Ref.          |
| ------------------- | ------- | ------- | ------------------------ | ----------------------- | ------------- | -------- | ------------- |
| 15 tháng 6 năm 2018 | DF      | 69      | Angeliño                 | PSV Eindhoven           | £5,000,000    | Chính    | [ 25 ]        |
| 26 tháng 6 năm 2018 | DF      | 56      | Ashley Smith-Brown       | Plymouth Argyle         | Không tiết lộ | Học viện | [ 26 ]        |
| 1 tháng 7 năm 2018  | MF      | 84      | Sadou Diallo             | Wolverhampton Wanderers | Phát hành     | Học viện | [ 27 ] [ 28 ] |
| 1 tháng 7 năm 2018  | FW      | 44      | Javairô Dilrosun         | Hertha                  | Miễn phí      | Học viện | [ 29 ]        |
| 1 tháng 7 năm 2018  | FW      | —       | Bobby Duncan             | Liverpool               | Phát hành     | Học viện | [ 30 ]        |
| 1 tháng 7 năm 2018  | DF      | 45      | Demeaco Duhaney          | Huddersfield Town       | Phát hành     | Học viện | [ 27 ] [ 31 ] |
| 1 tháng 7 năm 2018  | DF      | —       | Harold Essien            | Middlesbrough           | Không tiết lộ | Học viện | [ 32 ]        |
| 1 tháng 7 năm 2018  | DF      | 50      | Pablo Maffeo             | Stuttgart               | £9,000,000    | Chính    | [ 33 ]        |
| 1 tháng 7 năm 2018  | MF      | —       | Divine Naah              | Tubize                  | Miễn phí      | Học viện | [ 34 ]        |
| 1 tháng 7 năm 2018  | MF      | 85      | Will Patching            | Notts County            | Miễn phí      | Học viện | [ 35 ]        |
| 1 tháng 7 năm 2018  | DF      | 71      | Erik Sarmiento           | Espanyol                | Phát hành     | Học viện | [ 27 ] [ 36 ] |
| 1 tháng 7 năm 2018  | GK      | 88      | Paweł Sokół              | Korona Kielce           | Miễn phí      | Học viện | [ 37 ]        |
| 1 tháng 7 năm 2018  | MF      | 42      | Yaya Touré               | Olympiacos              | Phát hành     | Chính    | [ 38 ] [ 39 ] |
| 1 tháng 7 năm 2018  | MF      | 83      | Marcus Wood              | Bolton Wanderers        | Phát hành     | Học viện | [ 27 ] [ 40 ] |
| 2 tháng 7 năm 2018  | FW      | —       | Olarenwaju Kayode        | Shakhtar Donetsk        | £3,000,000    | Học viện | [ 41 ]        |
| 2 tháng 7 năm 2018  | MF      | 82      | Jacob Davenport          | Blackburn Rovers        | Không tiết lộ | Học viện | [ 42 ]        |
| 10 tháng 7 năm 2018 | GK      | 54      | Angus Gunn               | Southampton             | £13,500,000   | Chính    | [ 43 ]        |
| 12 tháng 7 năm 2018 | MF      | —       | Pascal Kpohomouh         | Southampton             | Không tiết lộ | Học viện | [ 44 ]        |
| 12 tháng 7 năm 2018 | FW      | —       | Benni Smales-Braithwaite | Southampton             | Không tiết lộ | Học viện | [ 44 ]        |
| 17 tháng 7 năm 2018 | MF      | 70      | Isaac Buckley-Ricketts   | Peterborough United     | Không tiết lộ | Học viện | [ 45 ]        |
| 18 tháng 7 năm 2018 | MF      | 78      | Rodney Kongolo           | Heerenveen              | £750,000      | Học viện | [ 46 ]        |
| 18 tháng 7 năm 2018 | MF      | —       | Yaw Yeboah               | Numancia                | Không tiết lộ | Học viện | [ 47 ]        |
| 31 tháng 7 năm 2018 | DF      | 86      | Ash Kigbu                | Wolfsberger             | Không tiết lộ | Học viện | [ 48 ]        |
| 31 tháng 7 năm 2018 | MF      | 59      | Bersant Celina           | Swansea City            | £3,000,000    | Học viện | [ 49 ]        |
| 2 tháng 8 năm 2018  | MF      | 52      | Kean Bryan               | Sheffield United        | Miễn phí      | Học viện | [ 50 ]        |
| 4 tháng 8 năm 2018  | MF      | —       | Reece Devine             | Manchester United       | Không tiết lộ | Học viện | [ 51 ]        |
| 7 tháng 8 năm 2018  | GK      | 13      | Joe Hart                 | Burnley                 | £3,500,000    | Chính    | [ 52 ]        |
| 21 tháng 8 năm 2018 | DF      | 28      | Jason Denayer            | Lyon                    | £5,800,000    | Chính    | [ 53 ]        |
| 31 tháng 8 năm 2018 | MF      | 45      | Chidiebere Nwakali       | Raków                   | Không tiết lộ | Học viện | [ 54 ]        |
| Tổng số             | Tổng số | Tổng số | Tổng số                  | Tổng số                 | £43,550,000   |          |               |

### Cho mượn
| Ngày bắt đầu             | Ngày hết                 | Vị trí | Số | Tên               | Câu lạc bộ cho mượn    | Đội hình | Ref.   |
| ------------------------ | ------------------------ | ------ | -- | ----------------- | ---------------------- | -------- | ------ |
| 14 tháng 2 năm 2017      | 31 tháng 12 năm 2018     | MF     | —  | Yangel Herrera    | New York City          | Học viện | [ 55 ] |
| 11 tháng 8 năm 2017      | 30 tháng 9 năm 2019      | MF     | —  | Ivan Ilić         | Red Star Belgrade      | Học viện | [ 56 ] |
| 21 tháng 8 năm 2017      | 30 tháng 9 năm 2019      | MF     | —  | Uriel Antuna      | Groningen              | Học viện | [ 57 ] |
| 16 tháng 1 năm 2018      | 31 tháng 12 năm 2018     | FW     | 29 | Marlos Moreno     | Flamengo               | Chính    | [ 58 ] |
| 1 tháng 7 năm 2018       | 30 tháng 6 năm 2019      | MF     | —  | Anthony Cáceres   | Melbourne City         | Học viện | [ 59 ] |
| 1 tháng 7 năm 2018       | 30 tháng 6 năm 2019      | DF     | —  | Pablo Marí        | Deportivo de La Coruña | Học viện | [ 60 ] |
| 3 tháng 7 năm 2018       | 30 tháng 6 năm 2019      | MF     | 65 | Matthew Smith     | Twente                 | Học viện | [ 61 ] |
| 4 tháng 7 năm 2018       | 30 tháng 6 năm 2019      | DF     | 79 | Edward Francis    | Almere City            | Học viện | [ 62 ] |
| 5 tháng 7 năm 2018       | 30 tháng 6 năm 2019      | MF     | —  | Luke Brattan      | Melbourne City         | Học viện | [ 63 ] |
| 7 tháng 7 năm 2018       | 30 tháng 6 năm 2019      | MF     | 76 | Manu García       | Toulouse               | Chính    | [ 64 ] |
| 7 tháng 7 năm 2018       | 30 tháng 6 năm 2019      | DF     | —  | Erik Palmer-Brown | NAC Breda              | Học viện | [ 65 ] |
| 9 tháng 7 năm 2018       | 30 tháng 6 năm 2019      | MF     | 75 | Aleix García      | Girona                 | Chính    | [ 66 ] |
| 12 tháng 7 năm 2018      | 30 tháng 6 năm 2019      | MF     | 67 | Paolo Fernandes   | NAC Breda              | Học viện | [ 67 ] |
| 18 tháng 7 năm 2018      | 30 tháng 6 năm 2019      | MF     | —  | Mix Diskerud      | Ulsan Hyundai          | Học viện | [ 68 ] |
| ngày 26 tháng 7 năm 2018 | ngày 30 tháng 6 năm 2019 | FW     | 68 | Thierry Ambrose   | Lens                   | Academy  | [ 69 ] |
| 30 tháng 7 năm 2018      | 30 tháng 6 năm 2019      | FW     | 39 | Jack Harrison     | Leeds United           | Học viện | [ 70 ] |
| 31 tháng 7 năm 2018      | 22 tháng 8 năm 2018      | GK     | 49 | Arijanet Muric    | NAC Breda              | Chính    | [ 72 ] |
| 3 tháng 8 năm 2018       | 30 tháng 6 năm 2019      | DF     | 24 | Tosin Adarabioyo  | West Bromwich Albion   | Chính    | [ 73 ] |
| 3 tháng 8 năm 2018       | 30 tháng 6 năm 2019      | MF     | —  | Luka Ilić         | NAC Breda              | Học viện | [ 74 ] |
| 7 tháng 8 năm 2018       | 30 tháng 6 năm 2019      | MF     | 62 | Brandon Barker    | Preston North End      | Học viện | [ 75 ] |
| 8 tháng 8 năm 2018       | 30 tháng 6 năm 2019      | FW     | 85 | Thomas Agyepong   | Hibernian              | Học viện | [ 76 ] |
| 9 tháng 8 năm 2018       | 30 tháng 6 năm 2019      | FW     | 43 | Lucas Nmecha      | Preston North End      | Chính    | [ 77 ] |
| 16 tháng 8 năm 2018      | 30 tháng 6 năm 2019      | MF     | 27 | Patrick Roberts   | Girona                 | Chính    | [ 78 ] |
| 17 tháng 8 năm 2018      | 30 tháng 6 năm 2020      | MF     | —  | Daniel Arzani     | Celtic                 | Học viện | [ 79 ] |
| 30 tháng 8 năm 2018      | 30 tháng 6 năm 2019      | MF     | —  | Ernest Agyiri     | Tubize                 | Học viện | [ 80 ] |
| 31 tháng 8 năm 2018      | 30 tháng 6 năm 2019      | MF     | 57 | Aaron Nemane      | Tubize                 | Học viện | [ 81 ] |
| 31 tháng 8 năm 2018      | 30 tháng 6 năm 2019      | MF     | 38 | Douglas Luiz      | Girona                 | Học viện | [ 82 ] |
| 31 tháng 8 năm 2018      | 1 tháng 9 năm 2019       | DF     | 58 | Charlie Oliver    | Brentford B            | Học viện | [ 83 ] |
| 31 tháng 8 năm 2018      | 30 tháng 6 năm 2019      | MF     | —  | Collins Tanor     | Hobro IK               | Học viện | [ 84 ] |

1. ↑  Muric's planned season-long loan to NAC Breda was ended on 22 August due to an injury to Manchester City's second-choice goalkeeper Claudio Bravo.[71]

### Hoạt động chuyển nhượng tổng thể
| Hè: £63,720,000 Đông: £0 Tổng số: £63,720,000 | Hè: £43,550,000 Đông: £0 Tổng số: £43,550,000 | Hè: £20,170,000 Đông: £0 Tổng số: £20,170,000 |